# Beatriz Ramo
Beatriz Ramo (11 de gener 1979, Saragossa) és una arquitecta espanyola establerta en Rotterdam on va fundar el seu estudi d'arquitectura STAR strategies + architecture en 2006. Beatriz Ram va estudiar arquitectura en la ETSAV de València i a la Universitat Tècnica (LA TEVA/i) d'Eindhoven als Països Baixos.
Des de l'any 2008 és editora manager/ adjunta de la revista d'urbanisme MONU Magazine on Urbanism, amb la qual ha col·laborat des de la seva fundació en el 2004.
Des de juny de 2012 Beatriz Ramo forma part del Comitè Científic del AIGP - Atelier International du Grand Paris, quan STAR strategies + architecture va ser un dels quinze equips d'arquitectes i urbanistes seleccionats per a la segona edició d'aquest Atelier internacional.
Abans de fundar STAR Beatriz Ram va treballar durant el 2003 i 2004 en l'estudi neerlandès d'arquitectura OMA - Office for Metropolitan Architecture en Rotterdam.